# 二甲基苹果酸脱氢酶
二甲基苹果酸脱氢酶（英語：dimethylmalate dehydrogenase，EC 1.1.1.84 （页面存档备份，存于））是一种以NAD+或NADP+为受体、作用于供体CH-OH基团上的氧化还原酶。这种酶能催化以下酶促反应：
(R)-3,3-二甲基苹果酸 + NAD+ {\displaystyle \rightleftharpoons } 3-甲基-2-氧代丁酸 + CO2 + NADH
主要参与泛酸与辅酶A的合成过程，还能作用于(R)-苹果酸。这种酶拥有5种辅酶，分别为：NH3、Mn2+、Co2+、K+和NH4+，作用时K+与NH4+、Mn2+与Co2+可相互替代。